# Bovisa
La Bovisa (La Bovisa in dialetto milanese, AFI: [buˈ(w)iːza]) è un quartiere di Milano, situato nella parte settentrionale della città. È delimitato fisicamente dai binari della ferrovia di gronda nord, che cinge il quartiere per buona parte della sua estensione. Appartiene al Municipio 9 e al NIL n. 77, denominato "Bovisa".

## Origine del nome
Il quartiere prende il nome da una cascina d'antica data dei Corpi Santi di Porta Comasina, la Cascina Bovisa, attorno a cui si venne a formare una borgata agricola che venne poi inglobata a Milano nel 1873.

## Caratteristiche

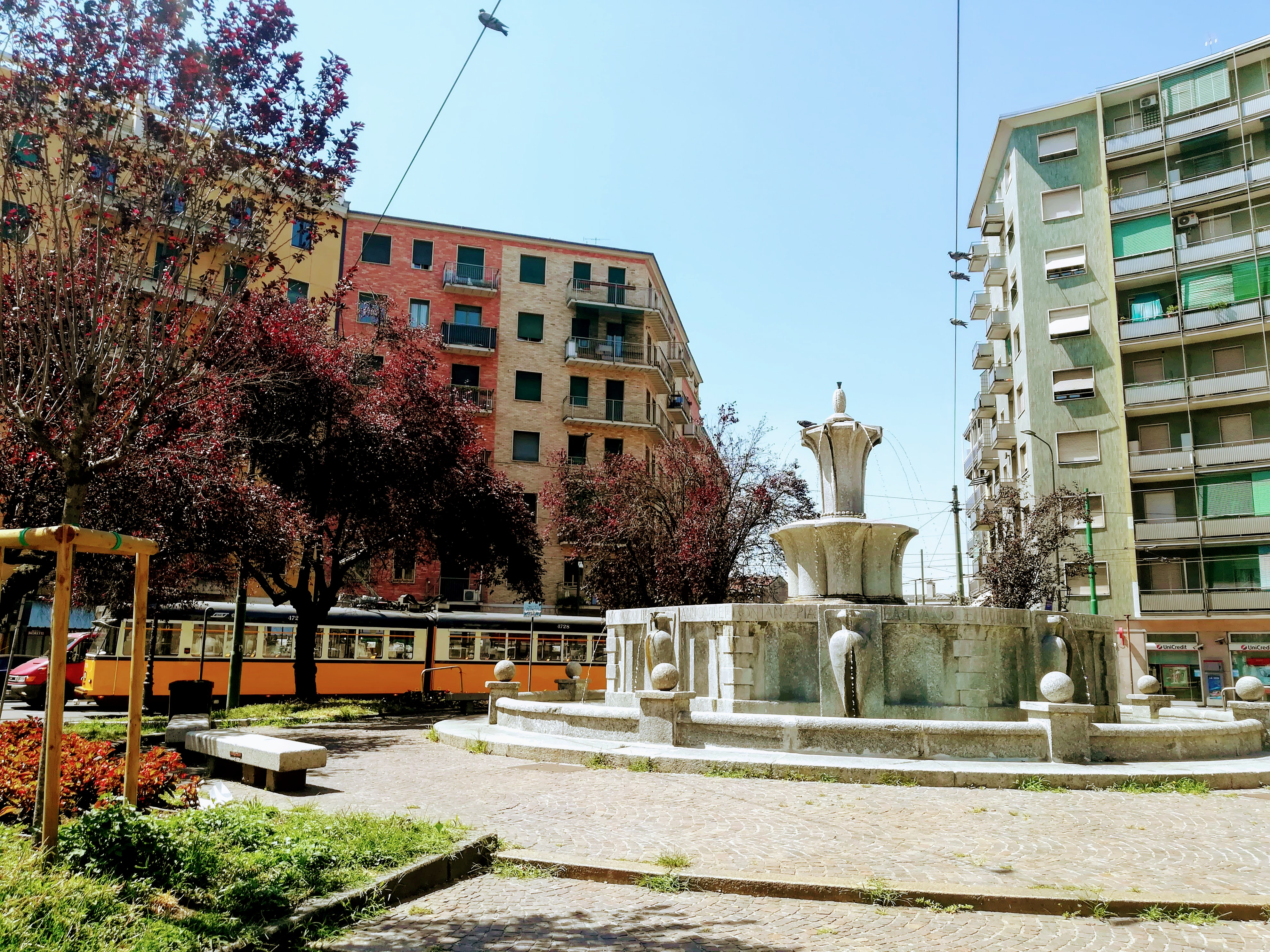
Piazza Giovanni Bausan

Il quartiere è tagliato in due aree dal tracciato delle Ferrovienord, che si snoda in direzione nord-sud. La ferrovia è attraversabile solamente per via pedonale, attraverso le scale di accesso alla stazione ferroviaria di Bovisa: questo ha fatto sì che dalla costruzione della ferrovia lo sviluppo delle due aree evolvesse in maniera indipendente.
Alla Bovisa, cinque anni dopo la creazione dei primi stabilimenti cinematografici italiani a Roma (la "Cines") ed a Torino (la "Ambrosio"), entrambi del 1905, venne realizzato su un terreno di circa un ettaro lo stabilimento della "Milano Films", che restò in attività come azienda produttrice sino al 1926 e come impresa sino alla metà degli anni trenta. I teatri di posa della Bovisa vennero utilizzati anche da altre aziende produttrici milanesi, tra le quali la "Vay", la "Silentium" e la "Armenia".
Sviluppatasi come zona industriale periferica di Milano, con lo stabilimento Candiani, realizzato nel 1882 per la produzione di acido solforico, divenuto poi parte del gruppo chimico Montecatini, alla fine del XX secolo subisce un declino dovuto allo smantellamento delle molte industrie che risiedevano nella zona, con conseguente degrado interrotto negli ultimi anni dal proliferare di cantieri a scopo residenziale e dal recupero di alcune strutture industriali dismesse.
Una delle attività più importanti di questa ex zona industriale è oggi quella connessa alla presenza di una delle due sedi cittadine del Politecnico di Milano. La zona è divisa in due campus universitari: quello est ospita le facoltà di disegno industriale, quello ovest invece è sede di alcune facoltà della Scuola di Ingegneria Industriale e dell'Informazione. 
La grande centrale di produzione e stoccaggio del gas di città, ormai dismessa ed in demolizione, ha conservato le strutture dei suoi gasometri come esempio di archeologia industriale, mentre ancora attiva è la fabbrica della Fernet Branca. 
Da qualche anno nel quartiere si sono inoltre insediati gli studi televisivi e gli uffici dell'emittente locale Telelombardia.

## Nuova Bovisa

La via Lambruschini in una foto degli anni '60-70: la via termina alla stazione Bovisa-Politecnico e nel nuovo assetto urbanistico attraversa l'area del Politecnico

Negli ultimi decenni la presenza del Politecnico e dell'Istituto di ricerca farmaceutica Mario Negri hanno contribuito alla rinascita del quartiere.
L'area della Bovisa sta vivendo un processo di recupero e ridefinizione. Per l'area della "goccia", quella fra le stazioni ferroviarie di Bovisa e Villapizzone, il Comune di Milano ha in progetto la costruzione di un nuovo Parco Scientifico Tecnologico, dedicato all'innovazione e alla ricerca, in cui far sorgere laboratori e centri di ricerca sull'energia e la mobilità sostenibile insieme a residenze private e supermercati. 
EuroMilano Spa è la società di sviluppo e progettazione immobiliare partecipata da banca Intesa, Legacoop ed Esselunga a capo del progetto di riqualificazione dell'area della Nuova Bovisa.
Il progetto di EuroMilano Spa per la riqualificazione urbana della Bovisa è iniziato con la realizzazione della nuova sede di Mediapason, il gruppo che raccoglie le emittenti regionali di Telelombardia, Antennatre e Canale 6, l'ampliamento del polo universitario del Politecnico di Milano, e della Triennale Bovisa, ora in disuso.

## Bovisa nella cultura di massa
Al quartiere sono dedicati :
- l'unico romanzo del regista Ermanno Olmi, Ragazzo della Bovisa
- la canzone "Bovisa a Mano Armata" del gruppo musicale Belize
- la canzone Notte in Bovisa del gruppo musicale Calibro 35
- il quartiere è menzionato da Giovanni D'Anzi nella canzone "Lassa pur ch'el mond el disa"
- la canzone "40 passi" di Davide Van De Sfroos inizia con il verso "Come corsari della Bovisa"
- il quartiere è menzionato nella canzone di Vasco Brondi "Mezza nuda"

Alla Bovisa nasce nel 1935 Osvaldo Bagnoli calciatore e poi allenatore della Hellas Verona vincitrice dello scudetto nella stagione 84/85

## Infrastrutture e trasporti
- Linee S1, S2, S3, S4, S12 e S13, linee regionali e Malpensa Express: stazione di Milano Nord Bovisa-Politecnico

Il quartiere della Bovisa è lambito a sud dalla circonvallazione esterna.
La Bovisa è servita dalla stazione di Milano Nord Bovisa Politecnico, che si trova alla congiunzione tra la ferrovia Milano-Asso/Saronno e il passante ferroviario. La stazione, gestita dal Gruppo FNM, è servita da treni suburbani (linee S1, S2, S3, S4, S12 e S13), da treni regionali da e per Como, Varese, Laveno-Mombello, Novara e Asso con capolinea a Milano Cadorna e dal Malpensa Express, tutti eserciti da Trenord. L'area della Goccia è inoltre servita dalla stazione di Villapizzone, situata nell'omonimo quartiere limitrofo, che nel 1998 ha sostituito la vecchia stazione FS. In essa transitano le linee suburbane S5, S6 ed S11 e i treni regionali per Bergamo e Cremona (entrambi via Treviglio) attestati presso la stazione di Porta Garibaldi. 
Il quartiere è attraversato da linee di autobus ed è capolinea rispettivamente della linea di filobus 92 per Piazzale Lodi e del tram 2 per Piazzale Negrelli, tutte gestite da ATM, che collegano la Bovisa ai quartieri limitrofi, al centro di Milano e a tutti gli altri quartieri che sorgono lungo la circonvallazione.
La Bovisa non è servita direttamente dalla metropolitana: la stazione più vicina è Dergano, nell'omonimo quartiere poco distante, sulla linea M3.